# Gribowski G-25
Die Gribowski G-25 (russisch Грибовский Г-25) war ein Flugzeug des sowjetischen Flugzeugkonstrukteurs Wladimir Konstantinowitsch Gribowski.

## Entwicklung
Der zweisitzige, ganz aus Holz hergestellte Doppeldecker mit offenem Cockpit und starrem Fahrwerk ähnelte in seiner Auslegung der Polikarpow Po-2, war jedoch etwas kleiner. Er war als Schulflugzeug vorgesehen. Zunächst war diese Maschine mit einem Pobjoy Niagara II Motor ausgerüstet und kam 1937 zum Erstflug.
1938 wurde ein auf einem Kraftfahrzeugmotor basierendes gleich starkes Triebwerk, der Sechszylinder-Reihenmotor GAZ Aero eingebaut. Die Maschine wurde G-25bis genannt und erschien auch auf der Ausstellung am Tag des Piloten am 18. August 1938 in Tuschino. Zunächst plante man den Bau einer kleinen Serie von 5 Maschinen um den Motor ausgiebig testen zu können. Die Flugleistungen ließen durch das höhere Motorgewicht jedoch so stark nach, dass die Versuche Ende November 1938 eingestellt wurden.

## Technische Daten
| Kenngröße                          | Daten (Gribowski G-25)                  |
| ---------------------------------- | --------------------------------------- |
| Länge                              | 6,40 m                                  |
| Spannweite                         | 9,00 m                                  |
| Flügelfläche                       | 23,00 m²                                |
| Leermasse                          | 430 kg                                  |
| max. Startmasse                    | 630 kg                                  |
| Triebwerk                          | 1 × Pobjoy Niagara II mit 85 PS (63 kW) |
| Höchstgeschwindigkeit in Bodennähe | 170 km/h                                |
| Landegeschwindigkeit               | 55 km/h                                 |
| Landerollstrecke                   | 60 m                                    |
| Startrollstrecke                   | 40 m                                    |
| Reichweite                         | 280 km                                  |